# Філіп Ернст (князь Гогенлое-Шиллінгсфюрсту)
Філіп Ернст Гогенлое-Шиллінгсфюрстський (нім. Philipp Ernst zu Hohenlohe-Schillingsfürst), (нар. 5 червня 1853 — пом. 26 грудня 1915) — 8-й князь Гогенлое-Шиллінгсфюрстський з династії Гогенлое, син 7-го князя Гогенлое-Шиллінгсфюрстського Хлодвіга та принцеси Марії Зайн-Вітгенштейн-Берлебурзької, перший президент Національного Олімпійського комітету Німеччини (з 1896 року).

## Біографія
Філіп Ернст народився 5 червня 1853 року у Шиллінгсфюрсті. Він був третьою дитиною та старшим сином в родині 7-го князя цу Гогенлое-Шиллінгсфюрст Хлодвіга та його дружини Марії Зайн-Вітгенштейн-Берлебурзької. Хлопчик мав старших сестер Єлизавету та Стефанію. Згодом народились молодші брати: Альбрехт, Александр та Моріц.

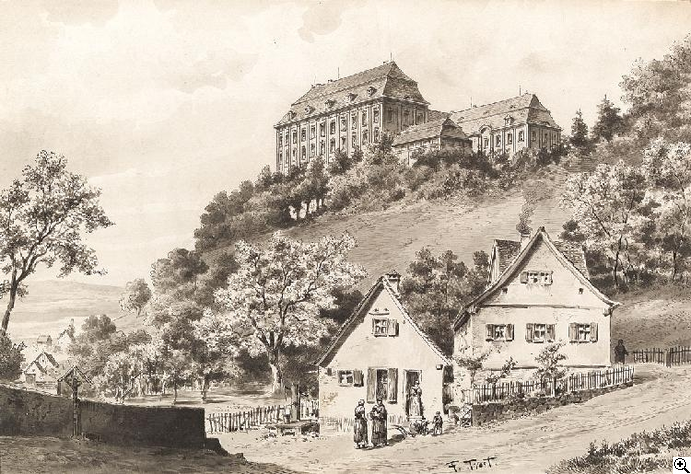
Замок Шиллінгсфюрст

Батько отримав титул князя цу Гогенлое-Шиллінгсфюрст після того, як його старший брат Віктор відмовився від первородства у князівстві Гогенлое-Шиллінгфюрст, натомість отримавши від короля Пруссії титули герцога Ратибору та князя Корві. Ставши членом верхньої палати рейхсрату Баварії, Хлодвіг пішов із прусської служби. Цей період свого життя від присвячував управлінню маєтками та подорожам, відвідуючи сесії рейхсрату і виступаючи палким прихильником об'єднання Німеччини. Матір походила зі зросійщених німців і принесла чоловіку значний посаг, виправивши матеріальне становище як князівської родини, так і всього Шиллінгфюрсту. Хлодвіг згодом займав ряд ключових постів в уряді Баварії, а після утворення Німецької імперії — і в Берліні.
Філіп Ернст у віці 28 років узяв шлюб із 18-річною принцесою Шарікле Іпсіланті, старшою донькою князя Грегоріуса Іпсіланті та онукою барона Сіни — одного з найбагатших банкірів Відня. Весілля пройшло у Відні 10 січня 1882 року. У подружжя народилося двоє доньок.
У 1896 році він став першим президентом Національного Олімпійського комітету Німеччини. На Літніх Олімпійських іграх того року в Афінах німці здобули 13 медалей.
Після смерті батька у 1901 році Філіп Ернст став 8-м князем цу Гогенлое-Шиллінгсфюрст. На відміну від молодшого брата Александра,  політикою не займався, віддаючи перевагу керуванню своїм невеличким князівством та облаштуванню Подебрад, де колись познайомився з Шарікле. Під час його правління до Шиллінгсфюрсту прийшов технічний прогрес: у 1902 році був проведений водопровід та збудована водонапірна вежа у вигляді маяка, у 1905-му — проведена залізниця, й до станції завітав перший паровоз, а на Різдво 1913-го в місті вперше увімкнули електричне світло.
Влітку 1912 року дружини князя не стало. За рік в Единбурзі він оженився вдруге. Його обраницею стала 28-річна акторка Генрієтта Фредеріка Аспазія Джиндра. Весілля відбулося 6 серпня 1913 року. Шлюб був морганатичним і їхній єдиний син носив прізвище фон Хельберг.
На другий день Різдва 1915 року Філіп Ернст помер у Бад-Райхенгаллі. Головою династії став його молодший брат Моріц.

## Родина
Дружина — Шарікле Іпсіланті
Діти:

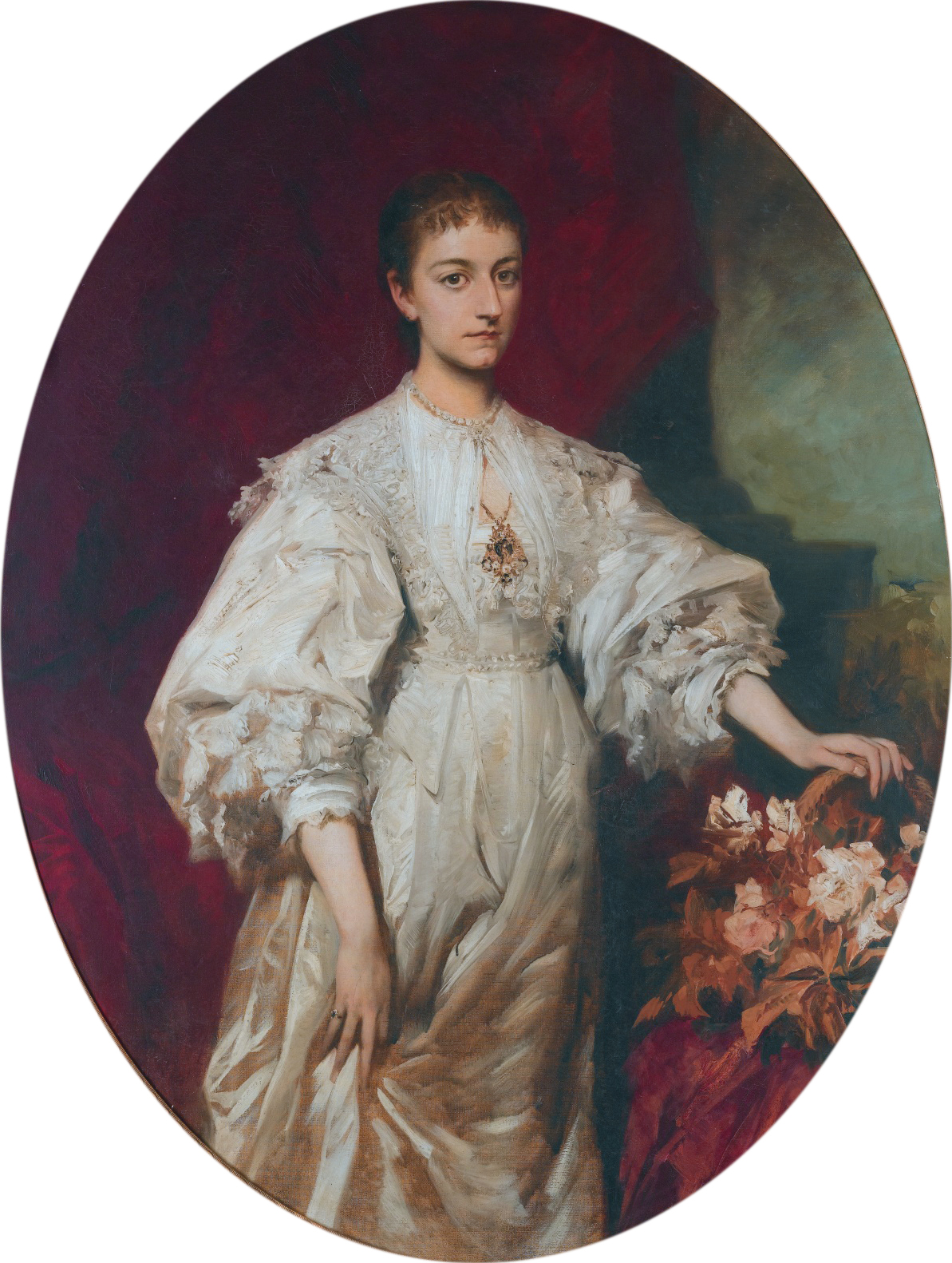
Принцеса Шарікле

- Стефанія (23 вересня 1882) — померла після народження;
- Марія (1886—1897) — дожила до 10 років.

Дружина — Генрієтта Фредеріка Аспазія Джиндра
Діти:
- Александр (1914—1944) — був одруженим з Хельгою Лют, мав четверо дітей.